# Bárbara Radziwiłł
Bárbara Radziwiłł (Vilnius ou Dubingiai, 6 de dezembro de 1520 – Cracóvia, 8 de maio de 1551) foi rainha da Polônia e grã-duquesa da Lituânia como consorte de Sigismundo II Augusto, o último monarca masculino da Dinastia jaguelônica. Considerada uma grande beldade e já viúva, tornou-se amante real provavelmente em 1543 e eles se casaram em segredo em julho ou agosto de 1547. O casamento causou um escândalo; foi veementemente contestado pelos nobres poloneses, incluindo a rainha-mãe Bona Sforza. 
Sigismundo Augusto, auxiliado pelo primo de Barbara, Mikołaj "o Negro" Radziwiłł, e pelo irmão Mikołaj "o Vermelho" Radziwiłł, trabalhou incansavelmente para obter o reconhecimento de seu casamento e coroar Barbara como rainha da Polônia. Eles tiveram sucesso e a coroação de Bárbara foi realizada em 7 de dezembro de 1550 na Catedral de Wawel. No entanto, sua saúde já estava piorando e ela morreu apenas cinco meses depois. Embora tenha sido breve, seu reinado impulsionou a família Radziwiłł a novos patamares de poder e influência política.